# Die Geisha (Roman)
Die Geisha (aus dem Englischen von Gisela Stege; Originaltitel: Memoirs of a Geisha) ist der Debütroman des US-amerikanischen Schriftstellers Arthur Golden aus dem Jahr 1997.

## Handlung
Japan 1929: Die neunjährige Chiyo lebt mit ihrer älteren Schwester Satsu in einem japanischen Fischerdorf. Ihre Mutter ist schwerkrank, und so beschließt ihr Vater, die beiden Mädchen wegzugeben. Während Chiyo in der Nitta-Okiya in Kyoto landet, wird ihre Schwester im Nachbarviertel zur Prostitution gezwungen.
In der Okiya, einem Geisha-Haus, lernt Chiyo Kürbisköpfchen und die grausame, aber erfolgreiche Hatsumomo, die erste Geisha des Hauses, kennen. Kürbisköpfchen ist ein Mädchen in ihrem Alter, mit dem sich Chiyo von Anfang an gut versteht. Hatsumomo dagegen sieht durch den „Neuankömmling“ ihre Stellung gefährdet, denn die hübsche Chiyo könnte eines Tages eine beliebtere Geisha in Gion werden als Hatsumomo. Deshalb versucht sie, dem kleinen Fischermädchen das Leben zur Hölle zu machen. Sie verspricht Chiyo, ihr zu sagen, wo ihre Schwester hingebracht wurde, wenn sie ihr für immer jeden Wunsch erfüllen würde. Sie willigt ein, und Hatsumomo befiehlt ihr Aufgaben auszuführen, die Chiyos Schulden in die Höhe schießen lassen. Es scheint, als könnte das Mädchen ihre Schulden nie zurückbezahlen und müsste ewig als Dienstmädchen in ihrem Haus arbeiten, um Geld zu sparen. 
Eines Tages jedoch besucht zur allgemeinen Überraschung die große Geisha Mameha Chiyos Okiya und überrascht alle mit ihrer Bitte, Chiyo zu ihrer jüngeren Schwester machen zu wollen. Mameha wird Chiyos große Schwester, das heißt Mameha muss Chiyo zur Geisha ausbilden, ihr helfen, Kontakte zu knüpfen, und sie zu ihren eigenen Engagements mitnehmen. Bei der Zeremonie, durch die Mameha und Chiyo zu Schwestern erklärt werden, sucht ihr Mameha gemäß der Tradition einen Geishanamen aus: Sayuri. Mit Mutter, dem Kopf der Nitta-Okyia, die Chiyo für eine unsichere Investition hält, schließt Mameha folgende Vereinbarung: Wenn Sayuri es schafft, bis zu ihrem zwanzigsten Lebensjahr alle ihre Schulden zu begleichen, bekommt Mameha letztendlich das Doppelte ihres normalen Anteils an Sayuris Einnahmen, ansonsten bekommt sie nur die Hälfte. Mutter schlägt diesen Handel vor, da es erst eine Geisha geschafft hat, bis zu ihrem zwanzigsten Lebensjahr die gesamten Schulden wieder einzubringen – Hatsumomo. Sayuri darf also wieder zur Schule gehen (nachdem sie kurz nach ihrer Ankunft einen Fluchtversuch mit ihrer Schwester unternommen hatte, wurde es ihr verboten) und erlernt das Shamisen sowie singen und tanzen.
Um sie vor Hatsumomos Grausamkeit – auf Partys tut diese alles, um Sayuri lächerlich zu machen – zu schützen, schirmt Mameha Sayuri extrem ab. Während Kürbisköpfchen mit Hatsumomo von einem Engagement zum nächsten eilt, sitzt Sayuri in ihrer Okiya und übt Shamisen spielen oder tanzen. Sayuri begleitet Mameha deshalb nur, wenn einigermaßen sicher ist, dass Hatsumomo nicht auftauchen wird.
So besuchen Mameha und Sayuri eines Tages auf Einladung der Firma Iwamura Electric einen Sumo-Kampf, wo Sayuri den Präsidenten der Firma, Nobu, kennenlernt und den Direktor, Iwamura Ken, wiedersieht. Sayuri kennt den Direktor von einer früheren Begegnung, als sie mit neun Jahren weinend an einem Bach stand und er sie tröstete, ihr ein Eis kaufte und sein Taschentuch schenkte. Seit diesem Tag schwärmte sie für diesen Mann, ohne seinen Namen zu kennen. Während Sayuri den Direktor sofort wiedererkennt, scheint der sich an diese Begegnung nicht mehr erinnern zu können. Zu ihrer weiteren Enttäuschung bittet Mameha sie auch noch, sich um den von Verbrennungen entstellten und einarmigen Nobu zu kümmern. Nobu, der sehr verletzend sein kann, ist angetan von Sayuri, er schenkt ihr einen Kamm und Schmuck. Mit der Zeit beginnt auch Sayuri, ihn und seine Freundschaft zu schätzen; trotzdem ist ihr der Direktor weit wichtiger.
Ein Schlüsselerlebnis für Sayuris Leben ist ihre Mizuage (Entjungferung), die meistbietend mehr oder weniger versteigert wird (diese Praxis der Entjungferung gegen Geld wurde später von Goldens Quelle Mineko Iwasaki zurückgewiesen). Durch die geschickte Planung von Mameha entwickelt sich Sayuris Mizuage zu einem Wettstreit zwischen zwei Männern, was den Preis unheimlich in die Höhe schnellen lässt. Für Sayuris Mizuage wird die höchste Summe von jeher in Gion bezahlt – 11.500 Yen. Durch diese Summe wird es ihr auf einen Schlag möglich, sich sämtlicher Schulden zu entledigen. Mutter (der es im Grunde nur ums Geld geht) beschließt daraufhin, sie zu adoptieren, damit ihr auch kein Yen von Sayuris Einnahmen entgeht.
Durch ihre Adoption ist Sayuri jetzt auch vor Hatsumomos Grausamkeiten besser geschützt, da Mutter Hatsumomo erklärt, dass Sayuri die Haupteinnahmequelle der Okiya sei und ihr deshalb kein Haar gekrümmt werden dürfe. Hatsumomo sinkt nach Sayuris Adoption immer tiefer, ihre Anfälle von Grausamkeit nehmen auch gegenüber ihren Freunden zu, und schließlich wirft Mutter sie aus der Okiya.
Als der Zweite Weltkrieg ausbricht, geht es Sayuri selbst und ihrer Okiya anfangs noch gut. Viele Waren, die rationiert sind, bekommt die Okiya über Sayuris danna, einen General, der über seine Position beim Militär einiges für sie erreichen kann. Doch schließlich wird auch hier der Mangel immer spürbarer, und das Geishaviertel Gion wird geschlossen. Aus Angst vor Fabrikarbeit und Prostitution suchen viele Geishas nach einem Unterschlupf, in dem sie bleiben können, bis das Viertel wieder geöffnet werde. Sayuri versucht es zuerst über den General, der ihr aber nicht helfen kann. Daraufhin wird sie von Nobu in ein Teehaus bestellt, der ihr eine Unterkunft besorgen kann.
Als Sayuri nach fünf Jahren wieder ins neu eröffnete Gion und in ihre Okiya zurückkehrt, wird sie von Nobu um einen Gefallen gebeten. Er möchte, dass sie den stellvertretenden Finanzminister, einen Menschen, den Nobu unausstehlich findet, unterhält, damit dieser zur Rettung von Iwamura Electric beiträgt. Gleichzeitig kündigt er ihr an, dass er sich ihr als danna anbieten wird, sobald die Firma wieder auf den Beinen ist. Dass Nobu ihr danna wird, ist aber genau das, wovor Sayuri sich insgeheim fürchtet. Sie mag Nobu, aber ihr Herz gehört dem Direktor, der leider kein Interesse an ihr zu zeigen scheint. Wenn nun Nobu ihr danna wird, befürchtet Sayuri, könnte das das endgültige Aus für ihre Bemühungen bedeuten, den Direktor für sich zu gewinnen. 
Deshalb entscheidet sie sich zu einem radikalen Schritt. Sie will Nobus Gefühle für sie, die sie als Hindernis bei ihren Bemühungen empfindet, auf einen Schlag zerstören. Da Nobu den Minister für einen furchtbaren Menschen hält – noch dazu, weil er sehr an Sayuri interessiert ist –, beschließt sie, genau das zu tun, was Nobu nie von ihr erwarten würde: mit dem Minister zu schlafen. Diesen Plan auszuführen, fällt Sayuri nicht leicht; Nobu ist ihr ein guter Freund, aber die Liebe zum Direktor ist ihr letztendlich wichtiger.
Damit ihr Plan auch gelingt, bittet sie Kürbisköpfchen, Nobu wie zufällig an den Ort ihres Treffens mit dem Minister zu führen. Aber Sayuri hat sich in Kürbisköpfchen, die sie für ihre Freundin gehalten hat, bitter getäuscht. Kürbisköpfchen ist wütend und neidisch auf Sayuri, weil sie adoptiert wurde und damit ein Zuhause hat, während sie selber, Kürbisköpfchen, nicht adoptiert worden ist und nun in einer schlichten Okiya lebt, wofür sie Sayuri verantwortlich macht. Um sich an ihr zu rächen, bringt sie nicht Nobu, sondern den Direktor mit. Sie weiß um Sayuris Gefühle für ihn und will sie damit verletzen, was ihr auch gelingt.
Drei Tage lang hört sie daraufhin weder von Nobu noch vom Direktor etwas. Dann jedoch wird sie an einem Abend gebeten, ins Teehaus zu kommen. Sie erwartet dort Nobu, der ja nichts von ihrem Treffen mit dem Minister weiß. Stattdessen sitzt dort der Direktor. Sayuri, die sich unglaublich schämt, erwartet einen Tadel für ihr Verhalten. Der Direktor, der von Kürbisköpfchen erfahren hat, dass ursprünglich Nobu und nicht er Sayuri und den Minister sehen sollte, möchte vor allem wissen, warum Sayuri das getan hat. Er erklärt ihr auch, dass er Nobus Zuneigung zu ihr nicht im Weg stehen wollte, da er ihn als Freund über alle Maßen schätzt. Deshalb habe er seine Gefühle für sie zurückgehalten. Als Sayuri ihm dann sagt, dass sie alles, was sie getan hat, einzig und allein tat, um ihm näher zu kommen, küsst er sie. 
Der Direktor wird also Sayuris danna. Später wandert sie nach New York aus und eröffnet dort mit seiner Hilfe ein Teehaus. Es wird angedeutet, dass sie einen Sohn mit dem Direktor hat, explizit gesagt wird es aber nicht.

## Entstehungsgeschichte
Arthur Golden lebte, nach seinem Abschluss in japanischer Kunst und Geschichte an der Harvard- bzw. der Columbia University, sowie seinem Master in Anglistik, mehrere Jahre in Japan. Er soll beim Schreiben seines Erstlingswerks von einem Treffen in Tokio inspiriert worden sein, bei der Golden den unehelichen Sohn eines angesehenen Geschäftsmannes und einer Geisha kennenlernte. Diese Begegnung faszinierte den Autor so sehr, dass er über einen Zeitraum von zehn Jahren hinweg begann, jedes Detail der japanischen Geisha-Kultur zu erforschen. Bei der Recherche zu seinem Roman soll er sich hauptsächlich auf die Erfahrungen der Geisha Mineko Iwasaki, einer guten Freundin seiner Großmutter, gestützt haben. Iwasaki hatte jahrelang als berühmte Geisha die japanische Oberschicht bezaubert.

## Rezeption
Der Roman avancierte schnell zum Verkaufserfolg und konnte sich in den Literatur-Bestsellerlisten zahlreicher Länder durchsetzen.

## Kritik
„Die Geisha ist ein Roman voll beeindruckender Intensität. Golden ist ein Meisterwerk gelungen.“

## Nachspiel
Im Nachhinein war Mineko Iwasaki weder mit der Nennung ihres vollen Namens noch mit der – von Golden aufgestellten – Behauptung, ihre Jungfräulichkeit sei versteigert worden, einverstanden. Sie verklagte Golden daher auf Schadensersatz wegen Rufschädigung. Da jedoch kein schriftlicher Beweis existierte, blieben ihre Bemühungen ergebnislos, wie Golden selbst auf seiner Website erklärt. Im Jahr darauf veröffentlichte Iwasaki dann ihre ebenfalls sehr erfolgreiche Autobiografie unter dem Titel Die wahre Geschichte der Geisha.

## Verfilmung
- Die Geisha, 2005 von Regisseur Rob Marshall.

## Belege
1. ↑  Tamara Wieder: Remaking a memoir. In: The Phoenix.com. Archiviert vom Original (nicht mehr online verfügbar) am 6. Januar 2010; abgerufen am 23. Mai 2009 (englisch, Interview mit Mineko Iwasaki).
2. ↑  Die Rache der Geisha. Abgerufen am 15. März 2021.
3. ↑  The Battle of the Books. Memoirs of a Geisha vs Geisha, A Life. Abgerufen am 15. März 2021.
4. ↑  The Lawsuit. Abgerufen am 15. März 2021.